# Xanh thymol
Xanh thymol (còn gọi là thymolsulfonephthalein hay thymol xanh) là một loại tinh thể mịn có màu nâu xanh hoặc nâu đỏ được dùng làm chất chỉ thị pH. Nó không tan trong nước nhưng hòa trong ethanol và dung dịch kiềm loãng.
Nó chuyển từ màu đỏ sang vàng ở độ pH 1,2–2,8 và từ màu vàng sang xanh lam ở độ pH 8,0–9,6. Nó là một thành phần của một chất chỉ thị  đa năng .
Ở bước sóng (378 - 382) nm, hệ số tắt của nó lớn hơn 8000 và ở bước sóng (298 - 302) nm, hệ số tắt của nó lớn hơn 12000.

## Cấu trúc
Cấu trúc của xanh thymol thay đổi tùy theo giá trị pKa.

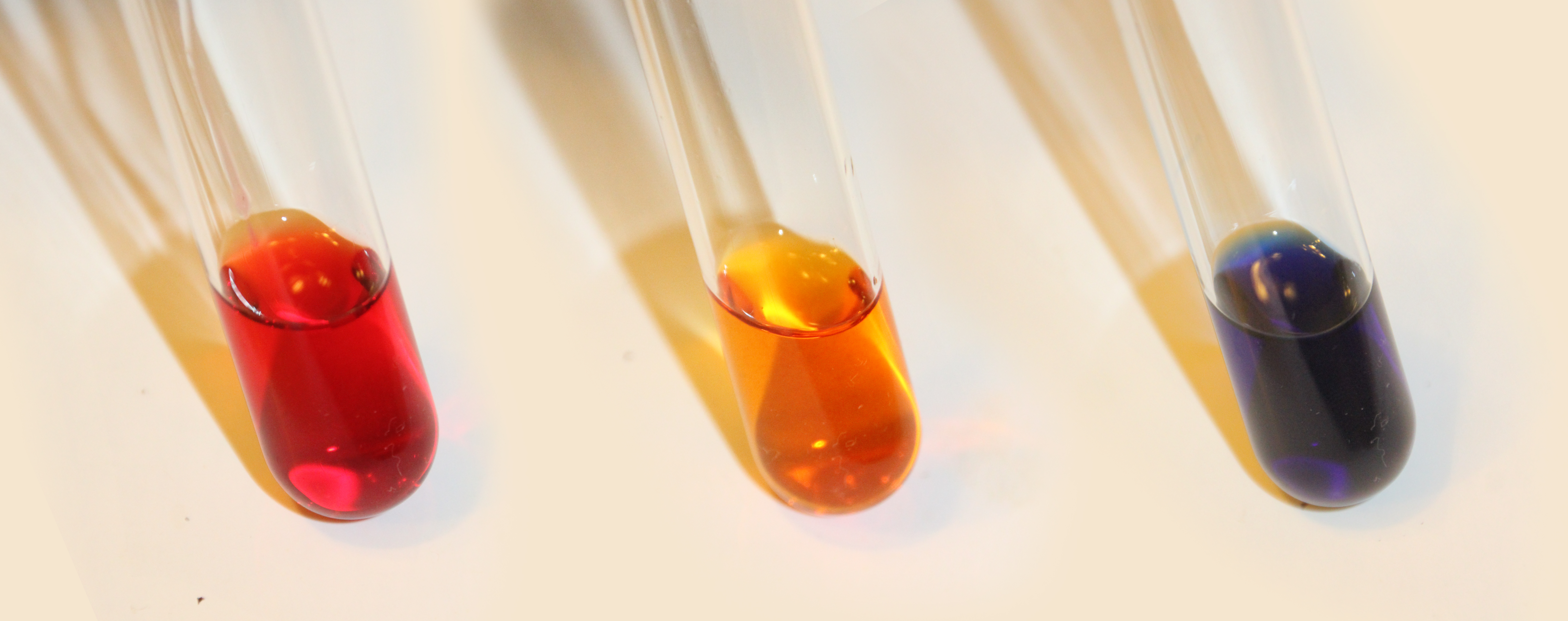
Màu của dung dịch xanh thymol các điều kiện acid-base khác nhau: trái: acid, giữa: trung tính, phải: base

## An toàn
Thymol xanh có thể gây kích ứng nếu tiếp xúc phải. Tính chất độc hại của nó chưa được nghiên cứu đầy đủ. Có hại nếu nuốt phải, Độc tính cấp tính. Chỉ nguy hiểm khi giá trị phần trăm trên 10%.